# Соколка (Бугульминский район)
Соко́лка  — село в Бугульминском районе Республики Татарстан. Входит в состав муниципального образования сельское поселение Подгорненское.

## География
Располагается на реке Зай, в 20 км к северу от Бугульмы.

## История
Село было основано в XVIII веке. До 1860-х годов жители села входили в категорию государственных крестьян. Занятием населения являлось земледелие, разведение скота. К началу XX века в селе функционировали церковь, церковно-приходская и земская школы, 3 водяные мельницы. В этот период земельный надел сельской общины составлял 4117 десятин. До 1920 года село входило в Микулинскую волость Бугульминского уезда Самарской губернии, с 1920 года в составе Бугульминского кантона ТАССР. С 10 августа 1930 года в Бугульминском районе. В 1930-х годах на пустыре между соседней деревней Солояз и селом Соколка была построена машинно-тракторная станция.

## Демография
- 1859 год — 1052
- 1889 год — 1160
- 1897 год — 1779
- 1910 год — 1961
- 1920 год — 1797
- 1926 год — 1517
- 1938 год — 941
- 1949 год — 699
- 1958 год — 692
- 1970 год — 721
- 1979 год — 625
- 1989 год — 440
- 2002 год — 489
- 2008 год — 532

Национальный состав — русские.